# Ingo Petzke
Ingo Petzke (* 18. September 1947 in Belm bei Osnabrück) ist ein international tätiger deutscher (Film-)Wissenschaftler, Filmemacher und Autor. 

## Leben
Ingo Petzke wuchs in Osnabrück auf. Er studierte an den Universitäten Münster und Bochum und schloss 1973 mit dem Magister Artium in der Fächerkombination Publizistik, Skandinavistik und Neuer Geschichte ab. 
Petzke begann seine berufliche Karriere 1976 in Bad Oeynhausen als einer der jüngsten Volkshochschulleiter Deutschlands, wandte sich jedoch mehr und mehr dem Film zu. Unter anderem arbeitete er mehrere Jahre in der Festivalkommission der Internationalen Kurzfilmtage Oberhausen und gründete 1980 mit seinen Studenten (darunter Heiko Daxl, Jochen Coldewey, Ralf Sausmikat, Alfred Rotert) den Osnabrücker Experimentalfilm Workshop, der seit 1988 als European Media Art Festival firmiert.
1974 hatte er einen ersten Lehrauftrag für Film an der Ruhr-Universität Bochum und von 1978 bis 1983 an der Universität Osnabrück. Es folgten seitdem Lehraufträge in 29 Ländern, darunter Neuseeland, Hongkong, Chile, Argentinien, USA und Kanada. 1986 wurde er als erster Ausländer nach der Revolution von der Regierung der Philippinen ausgezeichnet für „International Contribution to Philippine Independent Cinema“.
Seine (experimentellen) Kurzfilme liefen auf zahlreichen in- und ausländischen Festivals und wurden wiederholt gefördert. Von 1976 bis 2000 arbeitete seine Firma CINE PRO als einziger deutscher Spezialverleih für Experimentalfilm. In den 80er Jahren war Petzke Mitglied des Filmbeirats des Goethe-Instituts, für das er mehrere Pakete zum Experimental- und Kurzfilm zusammenstellte. Unter dem Label 'Red Avocado Film' verlegt er seit 2008 DVDs zum internationalen Experimentalfilm.
Seit 1983 ist Petzke Professor für Film an der Fakultät Gestaltung der Technischen Hochschule Würzburg-Schweinfurt in Würzburg. Er hat lange Zeit in Australien gelebt und gearbeitet: 1992 als Visiting Professor an der Queensland University of Technology in Brisbane und von 2001 bis 2006 als Associate Professor an der Bond University. Dort promovierte er 2004 zum PhD mit einer kumulativen Dissertation zum Experimentalfilm. 2006 promovierte er zusätzlich an der Universität Osnabrück zum Dr. phil. in Englischer Sprach- und Literaturwissenschaft mit einer filmhistorischen Arbeit über den australischen Hollywood-Regisseur Phillip Noyce. Seit 2008 ist er Adjunct Professor an der School of Creative Arts der James Cook University in Townsville/Australien und seit 2009 Honorary Fellow des "Cairns Institute (for research in the tropical societies)", Australien.
Sein Hauptinteresse gilt der Geschichte der internationalen Avantgarde (von 2008 bis 2011 war er Direktor des Steinbeis Forschungszentrums Experimenteller Film) und in jüngster Zeit dem australischen Film. Daneben hat er wiederholt zur Curriculum-Entwicklung geforscht.
Petzke ist Mitglied des „Verbandes der deutschen Filmkritik“ (VdFk) und der „Screen Producers Association of Australia“ (SPAA). 

## Werke

### Bücher (Auswahl)
- 1989 Das Experimentalfilm-Handbuch, Frankfurt 1989 ISBN 3887990331
- 1998 Unternehmen im Internet: Web Seiten gestalten, München
- 2001 Das grosse Buch Adobe Premiere 6, Düsseldorf
- 2004 Backroads to Hollywood – Phillip Noyce, Sydney
- 2007 24 Frames – The Cinema of Australia and New Zealand, London

### Filme (Auswahl)
- 1975 Glimtar, 17 min
- 1976 Asymptote, 11 min
- 1977 Albedo 0.97, 13 min
- 1980 Jesper, 11 min
- 1984 Hong Kong Topography, 13 min